# Kamshybek Kunkabayev
Kamshybek Kunkabayev (Qyzylorda, 18 novembre 1991) è un pugile kazako.

## Palmarès
- Giochi olimpici

Tokyo 2020: bronzo nei pesi supermassimi.
- Campionati mondiali

Amburgo 2017: argento nei pesi supermassimi.
- Campionati asiatici

Tashkent 2017: argento nei pesi supermassimi.